# Suworow (miasto)
Suworow – miasto w Rosji, w obwodzie tulskim, 90 km na zachód od Tuły. W 2010 liczyło 18 975 mieszkańców.